# Stripped World Tour
Stripped World Tour foi a 3ª turnê da cantora americana Christina Aguilera. A turnê é (essencialmente) uma continuação de sua turnê Justified/Stripped Tour com Justin Timberlake. Foi a turnê de divulgação de seu segundo álbum de estúdio intitulado Stripped e passou pela Europa, Ásia e Austrália. Era esperado que Aguilera retornasse a América do Norte no verão de 2004, porém, as 29 datas foram canceladas de última hora devido ao fato de Aguilera estar sofrendo lesões nas cordas vocais.  Estima-se que a turnê arrecadou $110 milhões internacionalmente (somado com o lucro da turnê Justified & Stripped Tour). Foi uma das turnês mais bem sucedidas de 2003 e também uma das mais lucrativas. Esta é a segunda turnê mais bem sucedida de Aguilera até a data.

## Transmissões e gravações
Stripped Live in the U.K. foi lançado no Reino Unido em 12 de outubro de 2004, foi certificado Platina em os EUA. O concerto foi filmado no Reino Unido e possui, além do show, uma entrevista com Aguilera sobre seu álbum Stripped, uma introdução para o elenco de apoio e Christina respondendo a perguntas dos fãs. Em junho de 2008, foi re-lançado após o sucesso do DVD da Back to Basics Tour.

## Shows de Abertura
- The Black Eyed Peas
- Jamelia
- Fefe Dobson
- Emmanuel Carella

## Setlist
1. "Stripped Intro" (Video Introduction)
2. "Dirrty"
3. "Get Mine, Get Yours"
4. "The Voice Within"
5. "Genie in a Bottle"
6. "Can't Hold Us Down"
7. "Make Over"
8. "Salsa" (Dance Interlude)
9. Medley: "Contigo en la Distancia" / "Falsas Esperanzas"
10. "Infatuation"
11. "Come On Over Baby (All I Want Is You)"
12. "Cruz"
13. "Loving Me 4 Me" (Video Interlude)
14. "Impossible"
15. "At Last" (Etta James Cover)
16. "Lady Marmalade"
17. "Walk Away"
18. "Fighter"
19. "Stripped Pt. 2" (Video Interlude)
20. "What a Girl Wants"

Encore
1. "Beautiful"